# Mario Cassano
Pour les articles homonymes, voir Cassano.
Mario Cassano est un footballeur italien né le 8 octobre 1983 à Vizzolo Predabissi, occupant le poste de gardien de but.

## Clubs
- 1999-01 : AC Voghera  Italie
- 2001-02 : AC Fiorentina  Italie
- 2002-05 : Empoli  Italie
- 2005-08 : Piacenza  Italie